# Quercus ajoensis
Quercus ajoensis és un tipus de roure que pertany a la família de les fagàcies (Fagaceae) i està dins de la secció dels roures blancs.

## Descripció
És un arbust perennifoli que pot arribar entre 2,3 m a 3,2 m d'alçada, rarament pot arribar a ser d'un arbre. Les fulles són coriàcies de color blau-verd, llises en ambdós costats, a prop de 3 x 2 cm, ondulades i generalment els marges entre 4-6 dents espinosos a cada costat. Les glans maduren durant el primer any, fan 15 cm de llarg, neixen soles o en parelles, la copa poc profunda i generalment menys d'1 cm de diàmetre.

## Distribució i hàbitat
És nativa d'Arizona, Nou Mèxic, Colorado i Baixa Califòrnia. Generalment són arbustos, però de vegades assoleixen l'alçada d'arbres petits (fins a 3 m).

## Taxonomia
Quercus ajoensis va ser descrita per Cornelius Herman Muller i publicat a Madroño 12(5): 140–145, f. 1. 1954.
Etimologia
Quercus: nom genèric del llatí que designava igualment al roure i a l'alzina.
ajoensis: epítet geogràfic que es nomena per les Muntanyes Ajo, a l'oest del Comtat de Pima, Arizona.
Sinonimia
- Quercus turbinella var. ajoensis (C.H.Mull.) Little
- Quercus turbinella subsp. ajoensis (C.H.Mull.) Felger & C.H.Lowe[4][5]